# Robert P. T. Coffin
Robert Peter Tristram Coffin (18 de março de 1892—20 de janeiro de 1955) foi um escritor, poeta e professor universitário do Wells College (1921-1934) e do Bowdoin College (1934-1955).

## Carreira
Coffin serviu no Exército dos EUA na Primeira Guerra Mundial. Quando voltou, ele ensinou inglês na Wells Preschool e, em seguida, como professor Pierce no Bowdoin College.

## Trabalhos
Robert P.T. Coffin também ilustrou muitos de seus livros.